# Яблоневый (Самарская область)
Яблоневый — посёлок в Красноярском районе Самарской области. Входит в состав сельского поселения Коммунарский.

## География
Яблоневый находится в 4 км к востоку от посёлка Коммунарский.
Рядом с посёлком есть небольшой пруд.

### Уличная сеть
- Кольцевая
- Родниковая
- Яблоневая

## История
В 1973 г. указом Президиума Верховного совета РСФСР посёлок отделения № 2 совхоза «Коммунар» переименован в Яблоневый.

## Население
| 2010 |
| ---- |
| 164  |

## Инфраструктура
Личное подсобное хозяйство с зоной сельскохозяйственного использования, индивидуальная застройка усадебного типа.

## Транспорт
Яблоневый связан автодорогой с посёлком Коммунарский. Остановка общественного транспорта «Яблоневый».  
Автобусный маршрут № 7 «с. Красный Яр — п. Коммунарский — п. Яблоневый».